# Phytomyza solita
Phytomyza solita är en tvåvingeart som först beskrevs av Walker 1858.  Phytomyza solita ingår i släktet Phytomyza och familjen minerarflugor. Inga underarter finns listade i Catalogue of Life.